# 威廉·B·斯科维尔
威廉·B·斯科维尔（1906年1月13日—1984年2月25日）是一位美国神經外科医生，在康涅狄格州哈特福的哈特福醫院建立了神經外科科室，知名于对亨利·莫萊森进行了雙內側前顳葉切除術，移除了他大腦中三分之二的海马体 、海马旁回、內嗅皮層、梨狀皮質，以及杏仁核。